# Brian Roberts (futebolista australiano)
Brian Stuart Roberts (Barnsley, 28 de abril de 1945 – 6 de agosto de 2016) foi um jogador de futebol australiano que jogou na AFL entre 1971 e 1975 no Richmond Football Club (bem como de um curto período com South Melbourne em 1975).
Roberts era conhecido como "The Whale", devido à sua enorme estatura e jogou como um ruckman.
Na pré-temporada de 1976, teve um desentendimento com o treinador Ian Stewart e foi embora em South Melbourne.[carece de fontes?]